# Kim Szovol
Kim Szovol (hangul: 김소월, handzsa: 金素月, RR: Kim So-wol; Kuszong (Kusŏng), 1902. szeptember 7. – Kvakszan (Kwaksan), 1934. december 24.) koreai költő, a kezdeti modern koreai irodalom egyik fontos alakja. Költészetében a tradicionális népi stílus elérésére törekedett, ezért verseinek stílusa a hagyományos koreai népdalokra emlékeztet. Leghíresebb verse az Azálea (진달래꽃), ami egyben egyetlen kötetének címadó verse is.

## Élete
Eredeti neve Kim Dzsongsik (김정식, 金廷湜, Jeong-sik) volt, de a Szovol (소월, 素月, So-wol) írói álnéven alkotott, aminek jelentése „fényes hold”, „telihold”.  1902. szeptember 7-én Kuszong (Kusŏng) megyében, egy módosabb parasztcsaládba született. Édesapja megőrült, ezért nagyapja gondoskodott róla, és ő tanított neki klasszikus kínait. 14 éves korában megházasították egy nála idősebb lánnyal. 15 éves korában nagyapja beíratta a híres Oszan (Osan) Középiskolába, ahol Kim Ok (김억, 金憶) tanítványa lett.
1923-ban Japánba ment tanulni, de tanulmányai befejezése előtt haza kellett térnie. Szöulban töltött néhány évet, ahol irodalmi karrierje kiépítésére törekedett. Ezután visszatért szülővárosába, ahol nagyapja egy bányászati vállalat vezetője volt, és az ő munkáját segítette. Azonban a bányászat hanyatlása miatt hamarosan továbbköltözött felesége családjához, Kvakszanba. Ott létrehozta a Donga Ilbo (동아일보, 東亞日報) újság egy ágazatát és azt irányította, azonban miután ez csődbe ment, az egészségi állapota súlyosan leromlott.
Az 1930-as évektől kezdve kevés műve született. 1934. december 24-én hunyt el ópium-túladagolásban, mindössze 32 évesen. Feltételezések szerint öngyilkosságot követett el.

## Munkássága
17 éves volt, amikor publikálni kezdett, és leghíresebb versét, az Azáleát mindössze 20 évesen, 1922-ben írta. Élete során egyetlen kötetet adott ki, ez az Azálea címet viseli, és 1925-ben került publikálásra. A kötetben 126 költemény szerepel, melyek nagy részét kamaszkorában írta. Haláláig jelentek meg versei irodalmi folyóiratokban.
270 műve maradt fönn, ezek nagy része rövid költemény. Gyakori témája volt a magány, valamint a szeretet és az otthon hiánya. Szovol (So-wol) célja a legtisztább hagyományos koreai népi stílus elérése volt. Mesterien bánt a ritmikával, versei zeneiségükkel tűnnek ki, hangulatuk és dallamuk igazán csak a koreai népzenén keresztül érezhető.
Mestere, Kim Ok 1935-ben kiadott egy kötetet Szovol (So-wol) válogatott verseiből, melyhez egy kritikai esszét is mellékelt. Ebben Kim Ok kifejti, hogy Szovol (So-wol) zsenialitása abban rejlik, hogy versei a koreai népdalok ritmusára íródtak. Költészetének ez a jellegzetessége tette a koreai olvasók számára oly kedves és mai napig népszerű költővé.

## Azálea
Kim Szovol (So-wol) leghíresebb verse, 1922-ben, 20 évesen írta.
| 나 보기가 역겨워 가실 때에는 말없이 고이 보내 드리오리다. |

| Azálea-virág Ha elmész majd, mert megelégelsz, szótlan elengedlek téged. – Osváth Gábor fordítása |

| Azálea Ha már nem szeretsz és elhagysz engem, szó nélkül, gyengéden elengedlek. – Verestói-Kovács Janka fordítása |